# Byrding

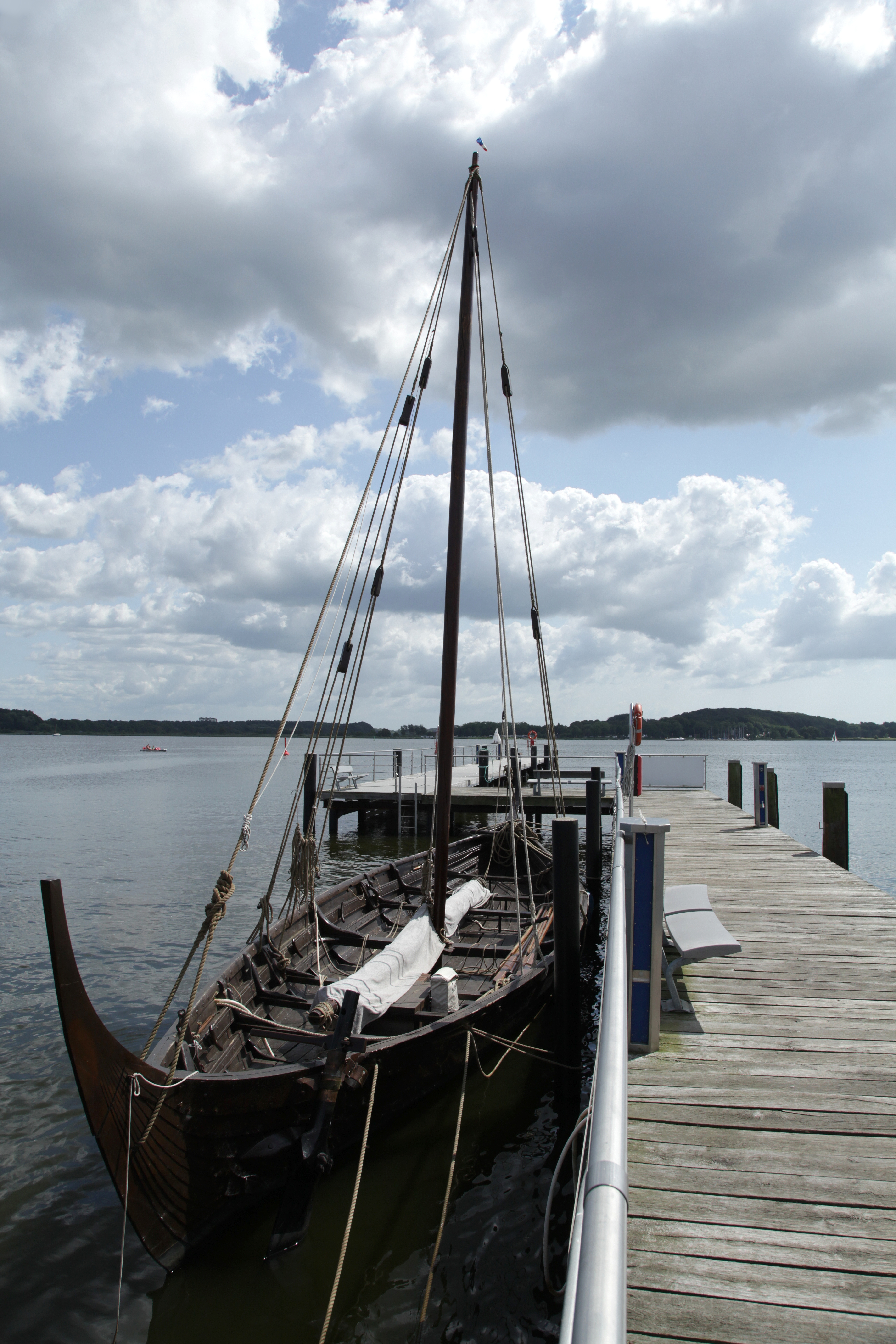
Le Sigyn - réplique du Skuldelev 3

Le byrding (vieux norrois byrðingr) est un type de bateau viking utilisé pour le transport de marchandises le long des côtes. C'est un navire plus petit que le knarr (knörr) et le karv (karfi), autres bateaux vikings de charge.

## Description
C'est une version réduite du knarr et même plus petit que le karv qui était aussi un navire marchand. Il est moins large et plus court et sa taille ne dépassait pas 12 m. Il était à mi-chemin entre le Karv, de conception mi-marchande mi-militaire, et le Knarr, cargo purement de charge. Il était ainsi réputé très rapide, grâce à une voilure importante, et à l'usage de taille-mers avec une proue et une poupe très affilées. 

## Exemples de navires
- Le Skuldelev 3 au Musée des navires vikings de Roskilde en est un témoignage[1];
- Le Roar Ege en est une réplique moderne.